# Elizabeth Timothy

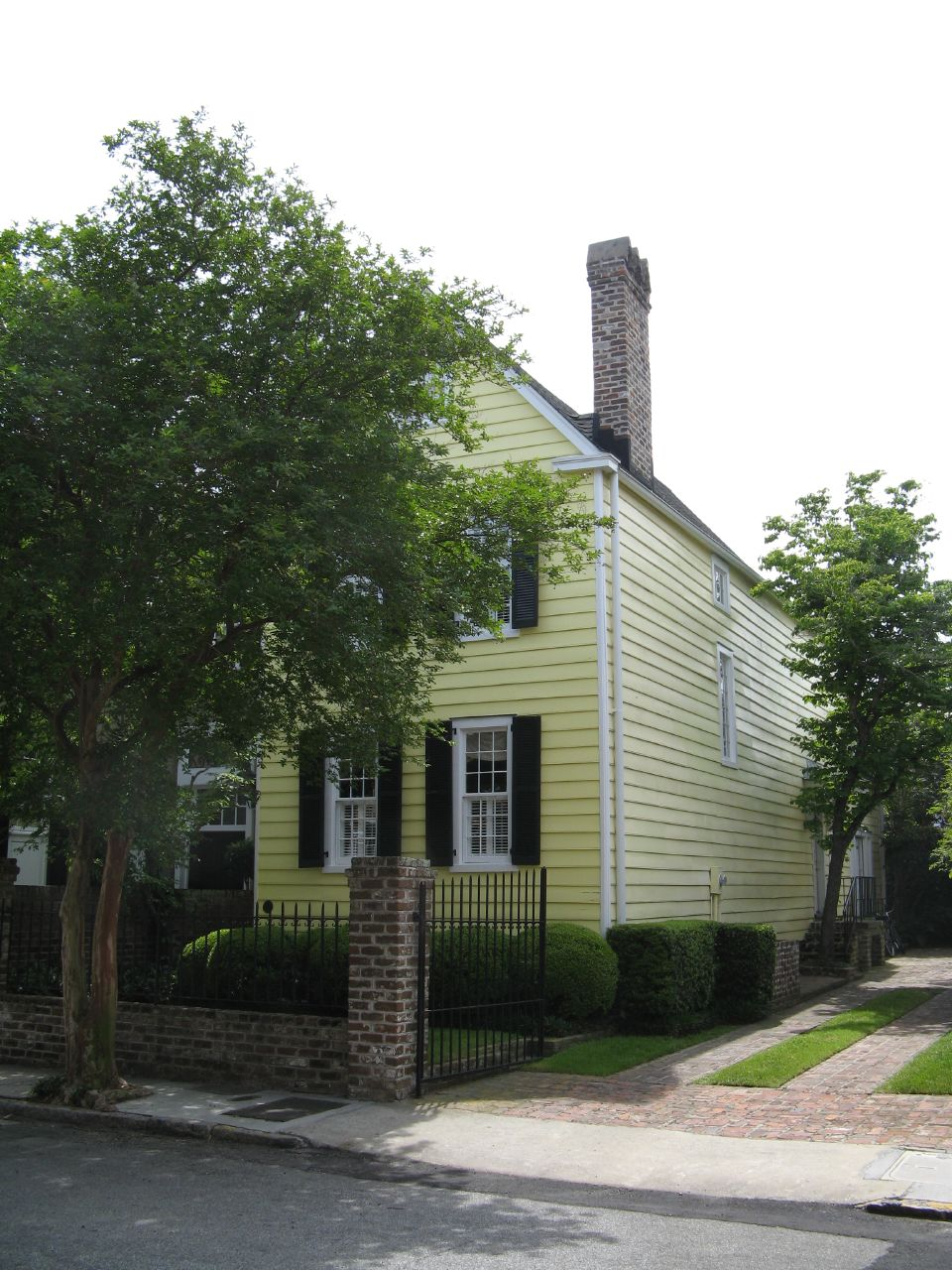
Timothys tryckeri i Charleston, South Carolina, USA.

Elizabeth Timothy, född 1702, död 1757, var en amerikansk tryckare och tidningsutgivare. Hon var den första kvinnliga publicisten i Amerika, och den första kvinna som tillerkänts en ensamrätt där. Hon utgav South-Carolina Gazette i Charleston mellan 1738 och 1746. Hon tryckte och sålde även flera böcker. Hon övertog företaget efter sin make och överlät det i sin tur till sin son.